# نقطه ترس
نقطه ترس یا فیر دات‌کام (به انگلیسی: FeardotCom) یک فیلم ترسناک و دلهره‌آور محصول سال ۲۰۰۲ به کارگردانی ویلیام مالون با بازی استیون درف، ناتاشا مک‌الهون و استیون ری است. داستان مربوط به یک کارآگاه شهر نیویورک که در حال بررسی یک سری مرگ مرموز می‌باشد، که به وب سایت مزاحم متصل شده‌است می‌باشد.

## داستان
کارآگاهی نیویورکی درمی‌یابد که تنها ۴۸ ساعت پس ازینکه کاربران سایتی به نام "feardotcom"، واردش می‌شوند به شکل مشکوکی به قتل می‌رسند. 